# Teoría sociohistórica
La teoría sociohistórica de Lev Vygotski (1896-1934) es una teoría psicológica del enfoque sociohistórico que pone de manifiesto la compenetración activa de los niños con su entorno y en la que se destaca el papel de la socialización como proceso de desarrollo cognitivo.
Según esta teoría, todos los procesos superiores de la conducta, ya estén relacionados con el pensamiento, el lenguaje o la actividad motora, tienen un carácter instrumental, ya que no sólo se hace uso de los estímulos del medio, sino sobre todo de los recursos y estímulos internos del sujeto, como si fueran herramientas físicas.
Estos recursos internos van siendo construidos por el sujeto a lo largo de su desarrollo, y dependen en gran medida del medio social en el que vive el sujeto.
La cooperación social, según Vygotski, permitirá a los niños interiorizar las normas y pensamientos sociales, convirtiéndolas en propias. El papel de los adultos o de los pares más avanzados, será el de guiar y dirigir el aprendizaje antes de que el niño pueda dominarlo e interiorizarlo. Esta guía permitirá al niño cruzar la zona de desarrollo próximo, la brecha entre lo que ya es capaz de hacer y lo que no puede lograr por sí mismo. En el transcurso de esta colaboración, la responsabilidad de la dirección y control del aprendizaje pasan gradualmente al niño.
Este teórico considera que el aprendizaje es un producto de la interacción social y cultural,  pues considera al sujeto como un ser eminentemente social, y por consecuencia el conocimiento como producto de este, “…los procesos psicológicos superiores (comunicación, lenguaje, razonamiento, etc.) se adquieren primero en un contexto y luego se internalizan. Pero  precisamente esta internalización es producto de  uso de un determinado  comportamiento cognitivo en un contexto social.”